# Perikardiální třecí šelest
Perikardiální třecí šelest je slyšitelný klinický příznak, využívaný při diagnostice perikarditidy (zánět osrdečníku). Kromě perikarditidy se tento šelest může vyskytovat v prvních několika dnech po operaci na otevřeném srdci (tzv. postperikardiotomický syndrom). Vzniká posouváním a třením zánětlivě změněných listů osrdečníku (perikardu) při pohybech srdce. Je charakterizován jako drsný a škrábavý (může připomínat křupání zmrzlého sněhu pod botou). Je slyšitelný kdekoli na hrudníku, zesiluje při přitlačení fonendoskopu, a jeho poslechové maximum je podél okraje hrudní kosti. Mění se s polohou – lépe je slyšitelný v předklonu a vsedě.